# Drosophila torquata
Drosophila torquata är en tvåvingeart som beskrevs av Zhang och Masanori Joseph Toda 1995. Drosophila torquata ingår i släktet Drosophila och familjen daggflugor.
Artens utbredningsområde är Indonesien.